# Pénétrante de Tanger-Ouest
L'autoroute A501 ou pénétrante de Tanger Ouest est une autoroute marocaine, longue de 1,5 km, permettant l'accès à Tanger depuis l'autoroute Tanger Med - Rabat. Il s'agit d'un des 3 accès à la ville par l'autoroute..

## Tracé
| Nom inaugural | Nom actuel | Section                    | État (2020)       | Longueur |
| ------------- | ---------- | -------------------------- | ----------------- | -------- |
| A 1           | A501       | Pénétrante de Tanger Ouest | En service (2005) | 1,5 km   |

## Sorties
| Élément                                        | Kilomètre | Itinéraire                                                                                          | Routes  |
| ---------------------------------------------- | --------- | --------------------------------------------------------------------------------------------------- | ------- |
| Échangeur entre A501, N1 et · 4603             | km 0      | احــد الغـربـيـة Had Gharbia                                                                        | N1 4603 |
| Échangeur entre A501, N1 et · 4603             | km 0      | طــنــجـة Tanger                                                                                    | N1 4603 |
| Échangeur entre A501, N1 et · 4603             | km 0      | أصــيــلــــة الـــربــــــاط Assilah Rabat                                                         | N1 4603 |
| Aire de repos · (sens A5 - Tanger)             | km 0      | Aire de repos Borasol                                                                               |         |
| Péage                                          | km 0      | Gare de péage de Tanger Ouest                                                                       |         |
| Échangeur entre A501 et A5 · Fin de pénétrante | km 1      | وسط طــنــجـة تـطـوان - سـبــتــة ميناء طنجة المتـوسط Tanger Centre Tétouan - Sebta Port Tanger Med | A5      |
| Échangeur entre A501 et A5 · Fin de pénétrante | km 1      | أصـيــلـــة الـــربــــاط Assilah Rabat                                                             | A5      |